# Жюльен, Станислас Эньян
Станисла́с Энья́н Жюлье́н (фр. Stanislas Aignan Julien, кит. упр. 儒莲, пиньинь Rú Lián; 13 апреля 1797 или 1799 — 14 февраля 1873) — выдающийся французский востоковед, китаевед, филолог широкого профиля.

## Биография
Родился в Орлеане, окончил Коллеж де Франс, где изучал классическую филологию. С 1821 г. назначен экстраординарным профессором греческой филологии. В том же году опубликовал перевод древнегреческой поэмы «Поругание Елены» («Ἁρπαγὴ Ἑλένης») (приписывается Коллуфу, V-VI в н.э.) — одновременно на французский, латинский, немецкий, испанский и итальянский языки. Китайским языком увлёкся благодаря лекциям Жан-Пьера Абель-Ремюза (1788—1832). Освоил литературный китайский язык в фантастический срок — два года, итогом чего стала публикация в 1824 г. латинского перевода Мэн-цзы.
В 1820-е гг. Жюльен не оставляет и европейской филологии, занимаясь переводами с новогреческого, например, Андреаса Калвоса (1792—1869).
В 1827 г. получил пост хранителя библиотеки Института Франции.
В 1832 г. стал преемником Абель-Ремюза — заведующим кафедрой китайского и маньчжурского языков и литературы Коллеж де Франс. В 1833 г. избран действительным членом Академии надписей и изящной словесности. В дальнейшем занимался синологией. В 1839 г. почти одновременно становится хранителем китайского отдела Королевской библиотеки (ныне — Национальная библиотека Франции / BnF) и главой Коллеж де Франс.
С 13 декабря 1845 — член-корреспондент Императорской Санкт-Петербургской Академии Наук (по разряду восточной словесности Отделения исторических наук и филологии). Также состоял членом Прусской академии наук (1842), Королевской академии наук и искусств Нидерландов (1857), Американского философского общества (1843) и др.
Синолог-автодидакт, как и его учитель Ремюза так никогда и не побывавший в Китае, Жюльен заслужил широкое научное признание (среди учёных-китаистов XIX века, по мнению современных исследователей, академическая репутация Жюльена могла соперничать только с шотландцем Джеймсом Леггом), французский учёный был известен также своим непростым характером и публичной враждой — т.н. «odium sinologicum» — со многими коллегами-современниками.
В 1863 г. Станислас Жюльен стал командором Ордена Почётного легиона. В политических взглядах был ярым консерватором, всецело поддерживал политику Наполеона III. Скончался в Париже.

## Синологические исследования
Преимущественным его вниманием пользовалась художественная литература, которая в Китае в то время считалась «низкой» или «простонародной». В 1832 г. он издал с комментариями перевод юаньской драмы «灰闌記:  Hoei-lan-ki, ou L’Histoire du cercle de craie», позднее — Tchao-chi kou eul 趙氏孤兒, заложив начала изучению китайского театра. Первая пьеса привлекла его тем, что в сюжете был точный аналог «Соломонова суда» (см. 1 Царств 3:16-28).
Одновременно Жюльен занимался исследованиями даосизма: в 1835 г. он перевёл «Le Livre des récompenses et des peines 太上感應篇», положив начало французской даологии. В связи с бурным ростом шелководства во Франции, министр сельского хозяйства заказал Жюльену специальное технологическое исследование, в результате в 1837 г. вышло «Résumé des principaux traits chinois sur la culture des mûriers, et l'éducation des vers-de-soie 桑蠶輯要», немедленно переведённое на немецкий, итальянский, английский и русский языки.
В начале 1840-х гг. Жюльен интенсивно занимается исследованием грамматики китайского языка. Итогом стала публикация «Discussions grammaticales sur certaines régles de position qui, en chinois, jouent le même rôle que les inflexions dans les autres langues» (1841), дополненная в 1842 г. «Pratiques d’analyse, de syntaxe, et de lexigraphie chinoise».
В 1842 г. Жюльен публикует перевод «Дао-дэ цзина», и решительно обращается к проблемам раннего китайского буддизма. Особенно его интересовала деятельность Сюаньцзана и ранние переводы санскритских буддийских текстов на китайский язык. Итогом этих исследований стала работа «Voyages du pelerin Hiouen-tsang 大唐西域記» (1853).
В 1859 г. выходит его антология «Les Avadanas, contes et apologues indiens inconnus jusqu'à ce jour, suivis de poesies et de nouvelles chinoises». Для нужд студентов-синологов он попытался создать пособие «Méthode pour déchiffrer et transcrire les noms sanscrits qui se rencontrent dans les livres chinois» (1861), в котором расшифровывались бы санскритские термины, данные в иероглифике. Однако уже современники критиковали эту работу: Жюльен не учитывал, что санскритские термины заимствовались китайцами, говорящими на различных диалектах, поэтому одни и те же термины записывались различными иероглифами, в зависимости от места создания того или иного перевода. По этой причине, до сих пор считается невозможным описать метод точного поиска соответствий в обоих языках. Однако Жюльен, известный своим бурным темпераментом, ожесточённо спорил с коллегами, особенно индологом Жозефом Туссеном Рено.
В этот период Жюльен продолжает штудии в области китайских технологий: в 1869 г. он издаёт «Histoire et fabrication de la porcelaine chinoise 景德鎮陶錄», дополненную позднее «Industries anciennes et modernes de l’empire chinois».
Последней значительной работой Жюльена была «Syntaxe nouvelle de la langue Chinoise fondée sur la position des mots suivie de deux traités sur les particules et les principaux termes de grammaire, d’une table des idiotismes, de fables, de légendes et d’apologues», вышедшая в том же 1869 г. Долгие годы это была стандартная грамматика для обучения китайскому языку.

## Библиография синологических работ Жюльена

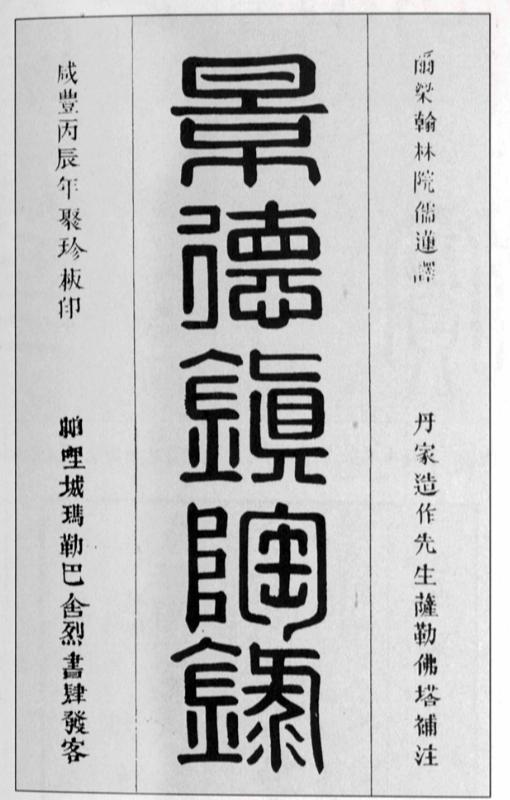
Титульный лист Histoire et Fabrication de la Porcelaine. Иероглифы 景德鎮陶錄 исполнены «травяным письмом»

## Примечательный факт
В 1840-1843 гг. Жюльен вёл бурную дискуссию с французским синологом Гийомом Потье (вызванную переводом 
«Путешестивия…» Сюаньцзана). Потье (также никогда не бывавший в Китае) возражал на представленные доказательства неточности своего перевода в крайне резкой форме и Жюльен призвал в качестве одного из орбитров спора о. Иакинфа (Н. Я. Бичурина), — «отец Гиацинт Бичурин, который более двадцати лет проживал в Пекине, возглавляя переводческую школу своей страны, и которого по праву считают самым опытным китаеведом в России», — должное русскому учёному на острие полемики было воздано в «Практических упражнених по синтаксическому анализу и китайской лексикографии».

## Премия Станисласа Жюльена
Ежегодная Премия Станисласа Жюльена  присуждается Академией надписей и изящной словесности за важные публикации в области китаеведения, представленные годом ранее. Она была учреждена в 1872 — «В своём собственноручно написанном завещании от 26 октября 1872 года г-н Станислас Жюльен, член Института Франции, предоставил Академии надписей и изящной словесности ежегодную ренту в размере полутора тысяч франков для учреждения ежегодной премии за лучшую работу, связанную с Китаем», — впервые вручена в 1875-ом.